# Paramachaerium krukovii
Paramachaerium krukovii är en ärtväxtart som beskrevs av Velva Elaine Rudd. Paramachaerium krukovii ingår i släktet Paramachaerium och familjen ärtväxter. Inga underarter finns listade i Catalogue of Life.